# Dobrinka
Dobrinka (in russo Добринка?) è un villaggio della Russia europea, situato nell'oblast' di Lipeck; è il centro amministrativo del distretto Dobrinskij.
Si trova circa 75 km (in linea d'aria) a sud-est di Lipeck.